# Вольная борьба на летних Олимпийских играх 1920 — до 75 кг
Соревнования по вольной борьбе в рамках Олимпийских игр 1920 года в среднем весе (до 75 килограммов) прошли в Антверпене с 25 по 27 августа 1920 года в Зале торжеств Королевского зоологического общества. 
Схватка по регламенту турнира продолжалась один десятиминутный раунд, кроме финальных встреч, которые состояли из трёх раундов по 10 минут каждый. Схватка могла быть досрочно закончена чистой победой. 
Турнир проводился по системе с выбыванием после поражения. Проигравшие в полуфинале разыгрывали между собой третье место. Титул разыгрывался между 18 борцами. 
Вольная борьба в то время культивировалась в основном в США, и часто борцам из Европы нечего было противопоставить своим конкурентам. Однако в этом весе золотую и серебряную награду разыграли между собой финны: Эйно Лейно, для которого эта медаль стала первой из четырёх его олимпийских наград, и Вяйнё Пенттала, у которого это было единственное международное выступление. Но за третье место конкурировали два американца. Ангус Франц не явился на встречу, уступив бронзовую медаль своему товарищу по команде Чарли Джонсону

## Призовые места
- Эйно Лейно
- Вяйнё Пенттала
- Чарли Джонсон

## Турнир

### Первый круг
| Участник 1     | Результат   | Участник 2    |
| -------------- | ----------- | ------------- |
| Вяйнё Пенттала | Туше (7:15) | Шарль Баксман |
| Чарли Джонсон  | По очкам    | Энок Лоппонен |

### Второй круг
| Участник 1       | Результат   | Участник 2        |
| ---------------- | ----------- | ----------------- |
| Вяйнё Пенттала   | По очкам    | Эдгар Бэкон       |
| Пьер Деркиндерер | По очкам    | Ахмед Рами        |
| Ангус Франц      | По очкам    | Стэнли Бэкон      |
| Отто Бёргстрём   | По очкам    | Димитриос Вергос  |
| Эйно Лейно       | Туше (8:01) | Отто Брон         |
| Фритц Янссенс    | Туше (8:01) | Пьер Анджело      |
| Чарли Джонсон    | Туше (6:47) | Кумар Навал       |
| Гудмунд Гримстад | По очкам    | Готтфрид Линдгрен |

### Четвертьфинал
| Участник 1     | Результат | Участник 2       |
| -------------- | --------- | ---------------- |
| Вяйнё Пенттала | По очкам  | Пьер Деркиндерер |
| Ангус Франц    | По очкам  | Отто Бёргстрём   |
| Эйно Лейно     | По очкам  | Фритц Янссенс    |
| Чарли Джонсон  | По очкам  | Гудмунд Гримстад |

### Полуфинал
| Участник 1     | Результат | Участник 2    |
| -------------- | --------- | ------------- |
| Вяйнё Пенттала | По очкам  | Ангус Франц   |
| Эйно Лейно     | По очкам  | Чарли Джонсон |

### Финал
| Участник 1 | Результат | Участник 2     |
| ---------- | --------- | -------------- |
| Эйно Лейно | По очкам  | Вяйнё Пенттала |

### Встреча за третье место
| Участник 1    | Результат | Участник 2  |
| ------------- | --------- | ----------- |
| Чарли Джонсон | Неявка    | Ангус Франц |